# Эннс, Иван Яковлевич
Иван Яковлевич Эннс (1926—2006) — советский передовик производства, председатель колхоза «Заря коммунизма» Омского района Омской области. Депутат Верховного Совета РСФСР 11-го созыва. Заслуженный работник сельского хозяйства РСФСР (1985). Герой Социалистического Труда (1971).

## Биография
Родился 29 июня 1926 года в селе Александровка Петропавловского уезда Акмолинской губернии (ныне — район Магжана Жумабаева Северо-Казахстанская область) в немецкой семье. С 1930 года семья Эннсов переехала в деревню Чукреевка Западно-Сибирского края.
С 1940 года после окончания семилетней деревенской школы начал свою трудовую деятельность — конюхом в колхозе «Согласие» в деревне Чукреевка Омского района. В 1941 году, после начала Великой Отечественной войны, окончил краткосрочные курсы механизаторов, получив специальность тракториста, и начал работать трактористом и машинистом молотилки на Сосновской машинно-тракторной станции. С 1941 по 1942 годы занимался ремонтом техники и работал трактористом в колхозе.
В 1942 году И. Я. Эннс был направлен на Урал, для работы на рудниках. В 1943 году был направлен в Молотовскую область, работал десятником цеха погрузки, забойщиком и комендантом на Кизелской шахте имени В. Володарского. В 1946 году, после окончания заочного отделения Кизелского горного техникума, был назначен горным мастером, в 1947 году — заместителем начальника участка Кизелской шахты имени В. Володарского, в период работы на шахте получил инвалидность II группы.
В 1948 году, после окончания курсов счетоводов, был назначен главным бухгалтером колхоза имени И. В. Чапаева села Розовка Ульяновского района Омской области. В 1960 году был избран председателем колхоза «Заря коммунизма» Ульяновского района, проявив организаторские и новаторские способности, перевыполняя планы по взятым обязательствам.
22 марта 1966 года Указом Президиума Верховного Совета СССР «за большие успехи в выполнении и перевыполнении планов семилетки в 1966 году» Эннс был награждён Орденом Ленина.
8 апреля 1971 года Указом Президиума ВС СССР «за большие успехи в выполнении и перевыполнении планов восьмой пятилетки в 1971 году» был награждён Орденом Знак Почёта.
6 сентября 1973 года Указом Президиума ВС СССР «за большие успехи в выполнении и перевыполнении планов девятой пятилетки в 1973 году» Эннс был награждён Орденом Трудового Красного Знамени. В 1975 году по итогам 9-й пятилетки (1971—1975), колхоз под руководством И. Я. Эннса был награждён орденом Трудового Красного Знамени.
С 1981 по 1985 годы колхоз «Заря коммунизма» под руководством И. Я. Эннса досрочно выполнил и перевыполнил плановые задания 11-й пятилетки.
5 декабря 1982 года Указом Президиума ВС СССР «за выдающиеся успехи в увеличении производства продуктов животноводства в зимний период 1984—1985 года, досрочное выполнение заданий одиннадцатой пятилетки и проявленный трудовой героизм» Эннс был удостоен звания Героя Социалистического Труда с вручением Ордена Ленина и золотой медали «Серп и Молот».
С 1991 года И. Я. Эннс возглавил отстающий совхоз «Петровский» Омского района.
Помимо основной деятельности занимался и общественной работой: избирался депутатом Верховного Совета РСФСР 11-го созыва от Омской области (1985—1990), Омского областного и Омского сельского Советов депутатов трудящихся, делегатом XXV съезда КПСС (1976), членом Омского обкома и Омского райкома партии.
Скончался 20 сентября 2006 года, похоронен на кладбище села Пушкино Омского района.

## Награды
- Медаль «Серп и Молот» (08.4.1971)
- Орден Ленина (22.03.1966; 05.12.1985)
- Орден Трудового Красного Знамени (06.09.1973)
- Орден «Знак Почёта» (08.04.1971)

### Звание
- Заслуженный работник сельского хозяйства РСФСР (07.02.1985)

## Память
- В 2012 году в честь И. Я. Эннса на здании районного Омского сельского дома культуры установлена мемориальная доска